# New Pine Creek (Oregon)
New Pine Creek è un census-designated place (CDP) degli Stati Uniti d'America, situato nello stato dell'Oregon, nella contea di Lake.